# Carriega
Luis Cid Pérez (Allariz, Orense, España, 9 de diciembre de 1929-ib., 13 de febrero de 2018), conocido como Carriega, fue un futbolista y entrenador español.

## Clubes

### Como jugador
| Club            | País   | Año       |
| --------------- | ------ | --------- |
| Allariz C. F.   | España | 1945-1949 |
| U. D. Orensana  | España | 1949-1952 |
| Club Ferrol     | España | 1952-1954 |
| Real Oviedo     | España | 1954-1956 |
| Burgos C. F.    | España | 1956-1957 |
| Cartagena F. C. | España | 1957-1961 |

### Como entrenador
| Club                    | País   | Año       |
| ----------------------- | ------ | --------- |
| Cartagena F. C.         | España | 1961-1963 |
| Tarrasa F. C.           | España | 1964-1965 |
| C. E. Europa            | España | 1965-1966 |
| U. P. Langreo           | España | 1966-1968 |
| Real Sporting de Gijón  | España | 1968-1972 |
| Real Zaragoza           | España | 1972-1976 |
| Sevilla F. C.           | España | 1976-1979 |
| Real Betis Balompié     | España | 1979-1981 |
| Club Atlético de Madrid | España | 1981      |
| Elche C. F.             | España | 1982-1983 |
| R. C. Celta de Vigo     | España | 1983-1984 |
| Real Betis Balompié     | España | 1985-1986 |
| U. E. Figueres          | España | 1987      |
| C. D. Ourense           | España | 1990      |